# Manuela Gourary
Manuela Gourary, née le 23 juin 1947 à Paris 13e et morte le 2 avril 2025 à Créteil,,, est une actrice française.

## Filmographie

### Cinéma

#### Longs métrages
- 1972 : La Michetonneuse de Francis Leroi : Hélène
- 1977 : La Nuit de Saint-Germain-des-Prés de Bob Swaim : Marcelle
- 1979 : La Dérobade de Daniel Duval
- 1980 : La Petite Sirène de Roger Andrieux : une amie de Georges
- 1982 : Transit de Takis Candilis
- 1982 : Invitation au voyage de Peter Del Monte : La patronne de la caféteria
- 1984 : Tango de Stéphane Kurc
- 1984 : Les Amants terribles de Danièle Dubroux et Stavros Kaplanidis : Alice
- 1984 : Laisse béton de Serge Le Péron : Huguette Moreau
- 1986 : Chère canaille de Stéphane Kurc
- 1987 : La Comédie du travail de Luc Moullet : la râleuse
- 1988 : Envoyez les violons de Roger Andrieux
- 1988 : Prisonnières de Charlotte Silvera : Danseuse
- 1989 : Pentimento de Tonie Marshall : la concierge de la rue du Delta
- 1991 : Le Jour des rois de Marie-Claude Treilhou : Mme Azaro, la voisine
- 1992 : Border Line de Danièle Dubroux : Irène
- 1992 : Les Années campagne de Philippe Leriche : La tante de Bébert
- 1993 : Les gens normaux n'ont rien d'exceptionnel de Laurence Ferreira Barbosa : Mme Caressa
- 1994 : Twist à Popenguine (Les enfants de Popenguine) de Moussa Sène Absa
- 1994 : J'ai pas sommeil de Claire Denis : La mère de Mona
- 1994 : Les amoureux (Les cœurs de pierre) de Catherine Corsini
- 1998 : Le Gone du Chaâba de Christophe Ruggia : la Zieurond
- 1998 : Taxi de Gérard Pirès : Camille Coutant-Kerbalec
- 1999 : Pas de scandale de Benoît Jacquot
- 2000 : Nationale 7 de Jean-Pierre Sinapi : une prostituée
- 2000 : Le Battement d'ailes du papillon de Laurent Firode : la mère d'Elsa
- 2000 : Les Autres Filles de Caroline Vignal : la cliente du LEP
- 2001 : L'Art (délicat) de la séduction de Richard Berry : Lulu
- 2001 : Un jeu d'enfants de Laurent Tuel : Mme Worms
- 2001 : Parlez-moi d'amour de Sophie Marceau
- 2002 : Sexes très opposés de Éric Assous : la mère de Gabrielle
- 2003 : Le Pacte du silence de Graham Guit : Chantal
- 2003 : La Prophétie des grenouilles de Jacques-Rémy Girerd : Mme Lamotte (voix)
- 2005 : Tu vas rire, mais je te quitte de Philippe Harel
- 2006 : Du jour au lendemain de Philippe Le Guay : Mme Mercier
- 2007 : Le Temps d'un regard de Ilan Flammer : La marchande de journaux
- 2008 : Faubourg 36 de Christophe Barratier : La chanteuse réaliste
- 2008 : L'Instinct de mort de Jean-François Richet : Mado
- 2013 : Suzanne de Katell Quillevéré : la voisine de Nicolas
- 2017 : Épouse-moi mon pote de Tarek Boudali : la voisine Jacqueline
- 2024 : Aimer Perdre de Lenny et Harpo Guit

#### Courts métrages
- 1982 : Sœur Anne ne vois-tu rien venir ? de Danièle Dubroux
- 1986 : Adèle Frelon est-elle là ? de Laurence Ferreira Barbosa : Mme Frelon
- 1986 : Teresa de Annie Madeleine Gonzales
- 1987 : Une femme perdue de vue de Manuela Gourary
- 1989 : La clé n'est pas dans le pot de géranium de Manuela Gourary
- 1992 : Josette au Beret de Lorraine Groleau : la mère
- 1994 : Le cri du morpion de Philippe Tamburrini et Mathieu Szpiro
- 1995 : Ça vaut mieux pour tout le monde de David Drach
- 1998 : P.A.C.T. - Vivre avec son traitement de Christophe Loizillon : la mère
- 2003 : Chamonix de Valérie Mréjen
- 2009 : 10 minutes à Paris de John Kolya Reichart
- 2013 : Rachelle sur le rocher de Sandrine Gregor : la voisine

### Télévision
- 1977 : Au bout du printemps de Bernard Dubois
- 1978 : Messieurs les jurés - "L'affaire Montigny" d'André Michel : P. Mureaumont
- 1979 : Il était un musicien - "Monsieur Prokofiev" de Claude Chabrol : la bonne
- 1980 : Médecins de nuit de Peter Kassovitz, épisode : Un plat cuisiné (série télévisée)
- 1982 : Contes modernes: À propos du travail - "Autobus 1099" de Jean Eustache et Gérard Marx : la passagère du bus
- 1984 : Quidam de Gérard Marx
- 1985 : Le Génie du faux de Stéphane Kurc
- 1988 : Un cœur de marbre de Stéphane Kurc
- 1989 : Le Voyage (The Hitchhiker) - "Together Forever" de Aline Issermann : Mimi
- 1991 : Haute Tension - "Fatale obsession" de Catherine Corsini
- 1992 : Interdit d'amour de Catherine Corsini : Francine
- 1992 : La Femme à l'ombre de Thierry Chabert : Marie-Paule
- 1993 : Tout va bien dans le service de Charlotte Silvera : Carole
- 1994 : Adieu les roses de Philippe Venault
- 1994 : Julie Lescaut - "La mort en rose" de Élisabeth Rappeneau : Aline
- 1994 : Jalna de Philippe Monnier : Madame Colby
- 1995 : Dancing nuage de Irène Jouannet : Édith
- 1996 : La Rançon du chien de Peter Kassovitz : l'assistante sociale
- 1996 : Vice vertu et vice versa de Françoise Romand
- 1997 : L'Ami de mon fils de Marion Sarraut : Svetlana
- 1998 : Petit Ben de Ismaël Ferroukhi
- 1998 : Regards d'enfance - "Maximum vital" de François Rossini : Denise
- 1998 : Pour mon fils de Michaëla Watteaux : Odile
- 1998 : Au cœur de la loi - "Les nettoyeurs" de Denis Malleval : Denise Lemoineau
- 1999 : Dossier: disparus - "Elodie" de Paolo Barzman : Monique Masseube
- 2000 : Rue Oberkampf de Gilles Adrien : Mme Boehl
- 2001 : Combats de femme - "Libre à tout prix" de Marie Vermillard : la mère de Claire
- 2001 : Avocats et Associés - "Le démon de minuit" de Alexandre Pidoux : Suzanne Durales
- 2001 : Les Petites Mains de Lou Jeunet : Solange
- 2002-2005 : La Crim' (série TV) : Sylvaine Leclerc
- 2003 : La Bastide bleue de Benoît d'Aubert : Marinette
- 2003 : Maigret - "Un échec de Maigret" de Jacques Fansten : Mme Fumal
- 2005 : La Pomme de Newton de Laurent Firode : Adèle
- 2006 : Louis Page - "Un rebelle dans la famille"  : Jeanne
- 2007 : PJ - "Abus de faiblesse" de Gérard Vergez : la mère
- 2007 : PJ - "Esprit d'initiative" de Thierry Petit
- 2009 : Sœur Thérèse.com - "Juliette est de retour" de Bertrand Van Effenterre : Mme Biette
- 2009 : Équipe médicale d'urgence - "Pleine lune" de Étienne Dhaene : Voisine Bertrand
- 2009 : Reporters - Épisode 2.5 de Gilles Bannier : Mme Trouvrain
- 2009 : Reporters - Épisode 2.9 de Jean-Marc Brondolo : Mme Trouvrain
- 2011 : Une vie française de Jean-Pierre Sinapi : patiente n° 1
- 2013 : Mon histoire vraie (TV, réalité scénarisée), épisode Le chien de Soizic